# Mean Machine (album d'U.D.O.)
 (mars 2025).
Si vous disposez d'ouvrages ou d'articles de référence ou si vous connaissez des sites web de qualité traitant du thème abordé ici, merci de compléter l'article en donnant les références utiles à sa vérifiabilité et en les liant à la section « Notes et références ».
Albums de U.D.O.
Animal House
(1988) Faceless World
(1990)
Mean Machine est le deuxième album studio du groupe allemand de heavy metal, U.D.O. Il est sorti en janvier 1989 sous le label RCA Records. Le line-up est reconfiguré, à part Mathias Dieth et Udo Dirkschneider, tous les membres du groupe ayant participé au précédent disque et à la tournée quittent le groupe. Peter Szigeti est ainsi remplacé par le nouveau guitariste Andy Susemihl (ex-Sinner). Le bassiste Dieter Rubach (ex-membre d'Accept dans les années 1970) qui avait remplacé le bassiste Frank Rittel pour la tournée de 1988, est quant à lui remplacé par Thomas Smuszynski (qui a ensuite rejoint Running Wild). Thomas Franke est remplacé par le batteur Stefan Schwarzmann. C'est le premier album du groupe à être écrit par le groupe. Le précédent, Animal House (album d'U.D.O.) ayant été entièrement écrit par le groupe Accept (groupe). Un clip sera tourné pour la promotion de l'album pour la chanson "	Break the Rules"	.

## Titres
L'ensemble des morceaux a été écrit par Udo 
Dirkschneider, Mathias Dieth et Andy Susemihl, à l'exception de "Still in Love with You" écrit par l'ensemble du groupe.

### Edition originelle de 1989
Les onze pistes de cet album sont :
1. "Don't Look Back"	- 3:11
2. "Break the Rules"	- 4:00
3. "We're History" - 3:30
4. "Painted Love" - 4:57
5. "Mean Machine" - 3:53
6. "Dirty Boys" - 3:47
7. "Streets on Fire" - 3:50
8. "Lost Passion" - 4:10
9. "Sweet Little Child" - 4:48
10. "Catch My Fall" - 3:55
11. "Still in Love with You" - 0:49

Durée totale: 40:50

### Edition anniversaire de 2013 avec bonus tracks
1. "Break the Rules" (live)	4:00
2. "Break the Rules" (Video)	3:51

Durée totale: 48:41

## Personnel
- Udo Dirkschneider : Chant
- Mathias Dieth : Guitares
- Andy Susemihl : Guitares
- Thomas Smuszynski : Basse
- Stefan Schwarzmann : Batterie

Production
- Mark Dodson – producer, mixage
- Uli Baronowsky – Ingénieur
- Tim Eckhorst – design de l'édition anniversaire
- Deaffy et Didi Zill – concept design de la pochette